# Гудкова Ніна Микитівна
Гудкова Ніна Микитівна (1908—1993)  — лікар-педіатр, фтизіатр, Праведниця народів світу, Праведниця Бабиного Яру. У роки Шоа (Голокосту) врятувала у Києві від загибелі 12 єврейських дітей.

## Біографія
Ніна Гудкова народилася у Києві 14 березня 1908 року, та навчалася на лікаря-педіатра.
До Другої світової війни була дитячим лікарем.
З вересня 1941 року німецькі війська окупували Київ. На базі дитячої лікарні по вулиці Предславинській, де працювала Ніна Гудкова, німецька адміністрація створила сирітський притулок.
Ніну Гудкову призначили завідувачем. Разом з колективом медсестр та інших працівниць вона дбала про понад 70 дітей. Серед них було більш ніж 12 єврейських дітей, яких переховувала Ніна Гудкова.

## Рятування Василя Михайловського
Восени 1941 року до дитячого будинку привели 4-літнього хлопчика, у якого була записка з іменем Вася Фомін. Працівники дитячого будинку відразу зрозуміли, що підкинутий хлопчик — єврей, завдяки його яскравій єврейській зовнішності.
Справжнє ім'я хлопчика — Цезар Кац. Його батьки загинули, а самого Цезаря врятувала з дороги смерті до Бабиного Яру та привела до дитячого будинку нянечка, жінка з Маріуполя Анастасія Фоміна.
Васю Фоміна (він же Цезар Кац) приєднали до групи з дванадцяти єврейських дітей, які вже перебували під опікою Гудкової та її співробітників. У цьому дитячому будинку діти прожили два спокійних роки. Після війни Цезар Кац (Вася Фомін) був усиновлений єврейською парою Берти та її чоловіка, лікаря та Праведника народів світу Василя Михайловського. Анастасія Фоміна була частим гостем у їхньому будинку аж до самої своєї смерті у 1980 році.

## Вшанування подвигу та пам'ять
28 листопада 1994 року Яд Вашем вшанував Ніну Гудкову почесним званням «Праведник народів світу».
Подвигу Ніни Гудкової присвячена серія українсько-ізраїльсько-американського багатосерійного документального фільму «Слово Праведника».

## Цікаві факти
Син Ніни Гудкової — український вчений у галузі автоматичних систем управління Зайченко Юрій Петрович. Доктор технічних наук, професор. Академік АН ВШ України з 1995 р.